# Bandiera di comodo
Con il termine bandiera di comodo (o anche bandiera ombra o bandiera di convenienza) si indica l'insegna di una nazione che viene issata da una nave di proprietà di cittadini o società di un'altra nazione. In questo modo, il proprietario della nave può spesso evitare il pagamento di tasse e ottenere una registrazione più facile; la nazione che fornisce la bandiera riceve soldi in cambio di questo servizio. 
La Federazione Internazionale dei Lavoratori del Trasporto (ITF) mantiene una lista di nazioni che usano le proprie bandiere a questo scopo.
La pratica è malvista quando (come avviene di solito) l'impiego della bandiera di comodo avviene per ottenere una registrazione più facile della nave; le altre nazioni, con requisiti più vincolanti, non gradiscono la perdita di guadagni, e la sicurezza e le condizioni di lavoro dell'equipaggio possono soffrirne.
Le navi in navigazione sventolano una bandiera nazionale detta "insegna". In base a convenzioni del diritto internazionale, la bandiera sventolata da una nave determina la fonte di diritto che deve esserle applicata, indipendentemente da quale corte ha giurisdizione personale sulle parti. Una "nave con bandiera di comodo" è una nave che sventola una bandiera di una nazione diversa da quella del proprietario.
I bassi oneri di registrazione, la bassa tassazione e la libertà dalle leggi sul lavoro e la sicurezza, sono fattori motivanti per molte bandiere di comodo. I proprietari di pescherecci con bandiere di comodo possono anche ignorare gli accordi di conservazione stipulati dalla propria nazione. Citando The Outlaw Sea di William Langewiesche:
«Nessuno pretende che una nave provenga dal porto dipinto sulla sua poppa, o che ci sia mai almeno passata vicino. Panama è la più grande nazione marittima sulla terra, seguita dalla sanguinosa Liberia, che a malapena esiste. Non c'è bisogno nemmeno di avere una costa. Ci sono navi provenienti da La Paz, nella Bolivia senza sbocco al mare. Ci sono navi che provengono dal deserto della Mongolia. Inoltre, gli stessi registri sono raramente basati nelle nazioni di cui portano il nome: Panamá è considerata una "bandiera" vecchio stile, perché i suoi consolati gestiscono la documentazione e raccolgono le quote di registrazione, ma la "Liberia" è gestita da una società in Virginia, la "Cambogia" da un'altra nella Corea del Sud e la fiera e indipendente "Bahama" da un gruppo che opera dalla City di Londra.»
Secondo l'International Transport Workers Federation:
«Le vittime sono più numerose sulle navi con bandiera di comodo. Nel 2001, il 63% di tutte le perdite in termini di tonnellaggio assoluto erano a carico di 13 registri di bandiere di comodo. I primi cinque registri in termini di navi perse erano tutti bandiere di comodo: Panama, Cipro, Saint Vincent e Grenadine, Cambogia e Malta.»

## Nazioni dichiarate bandiere di comodo dall'ITF
Al 2025, le 43 nazioni seguenti sono state dichiarate "nazioni FOC" (da Flag Of Convenience). Oltre a queste ci sono altre nazioni che vendono l'uso della loro bandiera.
- Antigua e Barbuda
- Bahamas
- Barbados
- Belize
- Bermuda ( Regno Unito)
- Bolivia
- Camerun
- Cipro
- Comore
- Corea del Nord
- Curaçao ( Paesi Bassi)
- eSwatini
- Fær Øer ( Danimarca)
- Gabon
- Georgia
- Giamaica
- Gibilterra ( Regno Unito)
- Guinea Equatoriale
- Honduras
- Isole Cayman ( Regno Unito)
- Isole Cook ( Nuova Zelanda)
- Isole Marshall
- Libano
- Liberia
- Malta
- Mauritius
- Moldavia
- Mongolia
- Birmania
- Palau
- Panama
- Madera ( Portogallo)
- San Marino
- São Tomé e Príncipe
- Sierra Leone
- Sri Lanka
- Saint Kitts e Nevis
- Saint Vincent e Grenadine
- Tanzania
- Togo
- Vanuatu

## Nazioni considerabili bandiere di comodo
Vi sono inoltre paesi non riconosciuti esplicitamente bandiere di comodo dall'ITF ma, le cui metodologie di registro e controlli, fanno sì che si possano considerare a tutti gli effetti bandiere di comodo. Esse sono:
- Cambogia
- Gibuti
- Guinea-Bissau
- Hong Kong ( Cina)
- Isole Vergini Britanniche ( Regno Unito)
- Kiribati
- Lussemburgo
- Paesi Bassi
- Polonia
- Regno Unito
- Singapore